# Sleep Dealer
Sleep Dealer es una película futurista de ciencia ficción de 2008 dirigida por Alex Rivera .
Sleep Dealer describe un futuro distópico para explorar formas en que la tecnología oprime y conecta a los inmigrantes.  Un muro fortificado ha puesto fin a la inmigración no autorizada entre México y Estados Unidos, pero los trabajadores migrantes son reemplazados por robots, controlados remotamente por la misma clase de posibles emigrantes. Su fuerza vital se agota inevitablemente y son descartados sin compensación médica.

## Trama
Sleep Dealer está ambientado en un mundo futuro militarizado marcado por fronteras cerradas, trabajo virtual y una red digital global que une mentes y experiencias, donde tres extraños arriesgan sus vidas para conectarse entre sí y romper las barreras tecnológicas.
Memo Cruz trabaja en una fábrica y es uno de los varios traficantes de sueño. Aquí, los trabajadores están conectados a la red a través de cables suspendidos que se conectan a nodos en sus brazos y espalda, lo que les permite controlar los robots que los han reemplazado como mano de obra no calificada al otro lado de la frontera. Los traficantes de sueño se llaman así porque uno puede desplomarse si trabaja lo suficiente. La historia se cuenta como un flashback, ya que Memo recuerda su casa en Santa Ana del Río, Oaxaca . Su padre quiere que participe en los cultivos de la escasa granja familiar. La pasión de Memo, sin embargo, es la electrónica y la piratería. La propiedad también se secó debido a una presa construida cerca y propiedad de la corporación privada Del Rio Water. Memo y su padre deben caminar a pie para comprar agua en bolsas mientras son monitoreados por cámaras de seguridad armadas con ametralladoras. Los medios de comunicación de la televisión estadounidense de alta definición muestran destellos de una distopía tecnológica, aunque de forma positiva y con manipulaciones superficiales. Memo está construyendo un receptor electrónico que puede aprovechar las comunicaciones como pasatiempo. A medida que continúa trabajando en él, su alcance aumenta a ciudades lejanas.
Un verano, un vehículo aéreo militar controlado remotamente operado por las fuerzas de seguridad de Del Rio Water pilla a Memo monitoreando una frecuencia utilizada por los drones. Este acto justifica un ataque brutal. Se desconecta a tiempo antes de que el dron pueda localizarlo con certeza. En otra ocasión, él y su hermano ven una transmisión de televisión en vivo sobre una acción de un dron que está a punto de destruir un edificio que se sabe que está interceptando las comunicaciones de los drones. Rápidamente se dan cuenta de que el edificio es su propia casa, donde Memo tiene su equipo, y corren para salvar a su padre, cuya vida está en peligro. Sin embargo, es demasiado tarde y el vehículo lanza un cohete contra el padre, matándolo instantáneamente. El piloto del dron es un mexicano-estadounidense llamado Rudy Ramírez. Memo aborda un autobús rumbo a la ciudad de Tijuana para buscar trabajo. Luz Martínez también aborda el mismo autobús. Memo nota que Luz tiene nodos en la muñeca para interactuar con la red digital y le pregunta dónde puede conseguirlos gratis. Ella le dice que puede encontrar a alguien, conocido como coyotek, que lo conecte preguntando en cierto callejón. Luz tiene préstamos y puede incumplir. Se gana la vida subiendo recuerdos a una empresa de comercio de recuerdos en línea, TruNode, donde los espectadores pagan por el contenido. Sube su recuerdo de haber conocido a Memo.

A Memo le roban su dinero durante su primer intento de buscar un coyotek. Encuentra una choza abandonada en la que alojarse en las afueras de la ciudad, donde viven otros trabajadores del nodo. Luz obtiene una venta por su recuerdo de Memo y una oferta prepaga por su próximo recuerdo de él. Luz lo encuentra y descubre que se ha quedado sin dinero. Ella lo ayuda a conseguir un trabajo en un bar que tiene el equipo. Ella es la coyotek, ha aprendido de su exnovio y le hace un favor. Luz intenta subir más experiencias. TruNode la hace revelar sentimientos en lugar de solo la historia. Se revela que la persona que solicitó la información es Ramírez que trabaja para Del Rio Water. Luz y Memo se abren el uno al otro y tienen sexo conectado. Al recibir la siguiente carga, Ramírez tiene confirmadas sus dudas de que su trabajo le hizo matar a un buen hombre.

Memo descubre que a Luz le han pagado para que suba sus recuerdos de él, por lo que la deja sintiéndose traicionada. Trabaja horas extras en el traficante de sueño, arriesgándose al agotamiento. Luz le escribe y le envía por correo una grabación de sus recuerdos como regalo de despedida. Mientras tanto, Ramírez cruzó la fortificada frontera entre Estados Unidos y México para encontrarse con Memo. Según explica Ramírez, Memo intenta correr al percibir peligro. Ramírez se pone al día y explica que estaba bajo órdenes y se ofrece a ayudar. Memo se reúne con Luz y le pide ayuda para conectar a Ramírez con la red. Accede a la red de seguridad de Del Rio Water para controlar uno de los drones de la empresa. Al descubrir que Ramírez no está acatando las órdenes, otros drones lo persiguen. Después de acaloradas peleas aéreas, Ramírez logra hacer un agujero en la presa, justo donde el padre de Memo una vez arrojó un guijarro en impotente frustración. Memo recibe noticias de su casa y de las granjas de subsistencia vecinas, celebraciones del regreso de las aguas ancestrales, aunque no necesariamente permanentes. Ramírez va más al sur de México porque ya no puede regresar con su familia en Estados Unidos. Memo sigue con su vida en Tijuana.

## Elenco
- Leonor Varela como Luz Martínez
- Jacob Vargas como Rudy Ramírez
- Luis Fernando Peña como Memo Cruz

## Recepción
Sleep Dealer fue en general bien recibido por la crítica, con un 70% en Rotten Tomatoes .
La película ganó el premio Waldo Salt de guion,  el premio Alfred P. Sloan  en el Festival de Cine de Sundance 2008, el premio HR Giger a la mejor película internacional en el Festival Internacional de Cine Fantástico de Neuchâtel y una mención especial de Amnistía. Premio Internacional de Cine en el Festival de Cine de Berlín 2008 . La película fue nominada al premio al director revelación en los Gotham Independent Film Awards de 2008 y al premio Independent Spirit a la mejor ópera prima en 2009.
AO Scott, de The New York Times, escribió: "Exuberantemente entretenido: una fábula distópica de la globalización disfrazada de aventura de ciencia ficción... El Sr. Rivera, un joven y brillante director, lleva a su audiencia a un futuro de "acuaterrorismo" y trabajo cibernético. que desearía poder descartar como inverosímil..." en su reseña del Festival Nuevos Directores/Nuevas Películas 2008. 
Kenneth Turan, de Los Angeles Times, escribió: "Aventurera, ambiciosa e ingeniosamente futurista," Sleep Dealer "es una grata sorpresa. Combina ciencia ficción visualmente deslumbrante realizada con un presupuesto limitado con un fuerte sentido de comentario social de una manera que pocas películas intentan., y mucho menos lograr..." en su reseña de la película. 

## Impacto cultural
El impacto cultural de Sleep Dealer se relaciona con su comentario social sobre temas contemporáneos a través de la lente de la ciencia ficción. Javier Ramírez remarca que el “innovador despliegue de ciencia ficción de Rivera nos anima a cuestionar nuestra realidad presente, proyectándola hacia el futuro”.  A través de su imaginación de un futuro posible, Rivera critica los problemas actuales, incluida la inmigración, la guerra con drones y los avances tecnológicos. Su película es parte del género emergente de ficción especulativa llamado Latinxfuturismo o Chicanafuturismo, ambos con raíces en el afrofuturismo . El latinxfuturismo desfamiliariza lo familiar y desafía el statu quo de la sociedad al reimaginar la realidad o brindar representaciones alternativas. En su reseña cinematográfica en el New York Times, AO Scott escribe que “el Sr. La visión de Rivera de Tijuana... es... una extrapolación inquietantemente plausible de lo que esa ciudad ya representa”.  De esta manera, Rivera utiliza la realidad de lo que Tijuana y las maquiladoras representan para los mexicanos y la sociedad en su conjunto para proyectar una posibilidad distópica de lo que puede llegar a ser su progreso, haciendo que la audiencia cuestione las condiciones actuales. La posibilidad de una completa explotación humana de los mercados laborales extranjeros mediante el uso de nodos se vuelve un poco menos ficticia con el punto referencial de Tijuana hoy, desfamiliarizando lo familiar.
Posiblemente el impacto cultural más importante de la película, Sleep Dealer ofrece representación POC y humaniza cuestiones políticas a través de personajes como Memo y Luz. David Montgomery de The Washington Post comenta que la película “pone un rostro humano a todos” los problemas explorados en la película.  La importancia de verse a uno mismo en las historias contadas sobre el futuro no pasa desapercibida para los realizadores ni para sus críticos. Parte del objetivo de las obras latinxfuturistas es situar a las personas de color como protagonistas en las representaciones de lo que nuestro mundo podría ser. Montgomery continúa comentando: "El mundo entero tiene futuro, pero 'Sleep Dealer' es una de las primeras películas de ciencia ficción ambientada en gran medida en zonas subdesarrolladas: un hito en la historia del cine". 
La colocación de cuerpos de color dentro de un sistema preexistente es parte de la rebelión contra las narrativas coloniales hegemónicas con las que se enfrenta el futurismo latino. El otro camino latinoxfuturista es crear sistemas alternativos en los que existan personas de color sin las restricciones de la realidad actual. En el libro Migrant Futures de Aimee Bahng, señala que “ Sleep Dealer defiende y ejemplifica la producción de futuros alternativos que luchan no sólo contra la obsolescencia sino también contra las ofuscaciones del pasado que allanaron el camino para la colonización del futuro”.  Es decir, Sleep Dealer no sólo critica el sistema actual sino que trabaja para deconstruir los mecanismos narrativos que sostienen las influencias coloniales. Sleep Dealer contribuye a las obras latinxfuturistas que intentan representar a las personas de color y reimaginar un futuro sin las fuerzas opresivas androcéntricas colonialistas que marcan la sociedad actual.